# Andreadoxa flava
Andreadoxa flava är en vinruteväxtart som beskrevs av Y. A. Kallunki. Andreadoxa flava ingår i släktet Andreadoxa och familjen vinruteväxter. Inga underarter finns listade i Catalogue of Life.